# Florence Trémollières
Florence Anne Trémollières, née à Toulouse, le 10 décembre 1959, est une endocrinologue et gynécologue médicale française, spécialisée sur la prise en charge de la ménopause. Elle dirige depuis 2011, le premier centre dédié au traitement de la ménopause en France.

## Biographie
Florence Trémollières est interne des hôpitaux en 1985. Elle se spécialise en endocrinologie. Aux États-Unis, elle travaille sur le rôle de la progestérone dans la régulation in vitro des cellules osseuses. De retour en France, elle travaille en biologie et médecine de la reproduction puis en gynécologie médicale. En 1986, elle travaille au  centre Ménopause et prévention de l’ostéoporose au CHU de Toulouse, dirigé par le Professeur Ribot. En 2009, elle cofonde le Gemvi (Groupe d’étude sur la ménopause et le vieillissement hormonal). En 2011, elle prend la direction du centre ménopause au sein de l'hôpital Paule-de-Viguier, à Toulouse.
Florence Trémollières est spécialisée de la prise en charge de l’ostéoporose, des pathologies métaboliques osseuses, des risques cardiovasculaires des femmes et des aspects gynécologiques de la ménopause.
En 2022, elle créé le collectif All For Ménopause, (et un autre du nom de All for Menopause, sans accent, d’après Libération). Ce collectif promeut la prise en charge de la ménopause en France, la formation des médecins avec la création d'un diplôme universitaire.
En mai 2024, la députée Stéphanie Rist lance une mission parlementaire pour améliorer la prise en charge de la ménopause. Emmanuel Macron propose Florence Trémollières pour diriger cette mission. La mission remet son rapport à l'Assemblée nationale le 9 avril 2025.